# Casandria pamela
Casandria pamela là một loài bướm đêm trong họ Noctuidae.